# Carlos Laredo Verdejo
Carlos Laredo Verdejo (1939, La Coruña, España) es un escritor español que ha cultivado diversos géneros, siendo conocido sobre todo por su serie policíaca del cabo Holmes.

## Biografía
Estudió en la Coruña y en Cangas de Narcea (Asturias). Cursó estudios de Filosofía en Caldas del Besaya (Cantabria) y se licenció en derecho en 1963 en la universidad de Santiago de Compostela.
Trabajó cinco años en publicidad en Bruselas y en 1969 se instaló en Madrid. En 1970 ingresó en Michelín como Jefe de Publicidad y del departamento de Mapas y Guías para España y Portugal. En los años siguientes, sus responsabilidades se extendieron a América Latina y llegó a ser Director de Comunicación. Desde 1988 está además inscrito en el Registro de Agentes de la Propiedad Industrial.
En 1997 accedió a la prejubilación y desde entonces se dedica a la literatura. Su obra publicada abarca los campos de la novela, la novela histórica, la poesía, la novela juvenil, la biografía y la novela policíaca. En este campo destaca la creación del personaje José Souto, «el cabo Holmes», en una serie que se desarrolla principalmente en Galicia (Costa de la Muerte) y por la que recibió en 2017 un diploma de reconocimiento de la Guardia Civil (Comandancia de Madrid). Escribe en castellano y gallego.
Ha sido conferenciante invitado del Instituto Cervantes (Bruselas y Utrecht), Getafe negro, Universidad de Santiago y en múltiples mesas redondas sobre temas literarios.

## Obras publicadas
- La amante religiosa (español). [1998] ISBN 978-84-8372-078-3 y 2019 ISBN 9781698050164
- El regalo de Centla: memorias de la intérprete de Hernán Cortés. 1999 ISBN 978-84-455-0185-6
- A amante religiosa (gallego). [2000] ISBN 978-84-95460-03-5 y 2020 ISBN 9798602353532
- A fuxida da loba (gallego). [2003] ISBN 978-84-96259-01-0
- La huida de la Loba : mitos y leyendas de Galicia (español). [2004] ISBN 978-84-96259-38-6
- Valdelobos. [2009] ISBN 978-84-92404-64-3
- Lena e o lobishome. [2010] ISBN 978-84-92404-82-7
- Joaquín Rodrigo, biografía. [2011] ISBN 78-84-7822-610-8 y 2020, ISBN 9781691446025 (edición corregida)
- El rompecabezas del cabo Holmes. [2012] ISBN 978-84-947820-1-5
- El diagnóstico. [2012] ISBN 978-1463322106
- Amor al atardecer. [2012] ISBN 978-1-4633-2837-5
- Las cuevas del oro. [2014] ISBN 978-84-16201-70-9
- La decepción del cabo Holmes.[2014] ISBN 978-84-947820-9-1
- El secreto de las abejas. [2015] ISBN 978-84-948951-2-8
- La línea divisoria. [2016] ISBN 978-84-948951-1-1
- El primer caso del cabo Holmes. [2016] ISBN 978-84-15521-30-3
- Matar al heredero. [2017] ISBN 978-84-15521-31-0
- El viejo se murió, pero no del todo. (2019) Humor negro ISBN 978-16-91232-3-45
- España cómo se hizo (2019) ISBN 9781708623210 Historia de la Edad Media española
- El robo imposible (Juvenil) 2019 ISBN 9781706055747
- Los viajes de Alex (juvenil) 2019 ISBN 9781673232127
- ¿Qué le pasó a Loli? (Juvenil) 2020 ISBN 9781674410999
- Lena y el hombre lobo (Juvenil) 2019 ISBN 9798602221169
- El caso Pereira (Serie el cabo Holmes) 2019 ISBN 9788412174502
- La paciencia del cabo Holmes (Serie el cabo Holmes) 2020 ISBN 9788412174526
- La isla del tesoro (de R.L. Stevenson) Traducción ilustrada 2020 ISBN 97986907115243
- Memoirs of Doña Marina, Cortés's Interpreter (Traducción de Nelson R. Orringer) 2021  ISBN 9798513501947
- Doble crimen en Finisterre (Serie el cabo Holmes) 2021 ISBN 9788412174588
- Los franceses, con perdón y otros relatos 2021 ISBN 9788704311720
- El bosque del cura" Drama en tres actos. Estrenada en Madrid el 29 de abril de 2022 - ISBN 9798410738873
- Galego ben falado" (gramática básica) ISBN 9798402340855
- Puente a ningún sitio (Serie el cabo Holmes) ISBN 9788412517910
- Historia de la Filosofía (Síntesis) ISBN 9798845972736
- Al final del Camino (serie el cabo Holmes) ISBN 9788412517989
- Joaquín Rodrigo - A Biography (Traducción al inglés de Julie Wark)2024 ISBN 979-8883445308
- La señora .(novela) 2025 ISBN 9798306895093
- ¿Cómo pensamos? (ensayo) 2025  ISBN 9798316531721

## Reconocimientos[2]
- X Premio Peliart de Poesía. 1984.[1]
- Premio Delta de Novela. 1997.
- Finalista del I Premio Adriano de Novela Histórica. 1998.
- V Certamen de Relato Corto Lorenzo González. 2007.
- Ha sido conferenciante invitado del Instituto Cervantes (Bruselas y Utrecht[3]), Getafe negro, Universidad de Santiago y en múltiples mesas redondas sobre temas literarios.
- Ha sido conferenciante invitado en La Biblioteca Nacional (Madrid), sobre el compositor Joaquín Rodrigo (2019)
- Miembro del Jurado de Premios Literarios Ayuntamiento de Tres Cantos
- Cofundador del Centro Gallego de Tres Cantos